# Artur Przyborski
Artur Friedrich Ritter von Przyborski (* 10. Oktober 1860 in Wien; † 27. Jänner 1948 in Millstatt am See) war ein österreich-ungarischer Feldmarschallleutnant polnischer Herkunft und Kommandant der 21. k.k. Landwehr-Infanterietruppendivision im Ersten Weltkrieg.

## Leben
Przyborski trat als Jugendlicher der Armee als Kavalleriekadett bei. Er studierte an der Kriegsakademie und arbeitete sieben Jahre beim Generalstab. Seine Karriere wurde durch seinen Schwiegervater General Franz Xaver von Schönaich unterstützt. Von der Ehe mit seiner Frau Othilie wurde 1892 seine Tochter, die Schriftstellerin Oda Schneider geboren. Am 1. Mai 1908 wurde er zum Generalmajor und am 10. November 1911 zum Feldmarschallleutnant befördert.

### Erster Weltkrieg
General Przyborski führte zu Beginn des Ersten Weltkrieges die 21. k.k. Landwehr-Infanterietruppendivision im Serbienfeldzug. Die Mobilisierung erfolgte am 26. Juli. Zwischen dem 2. und dem 9. August wurden seine Truppen im Verband des VIII. Korps von Prag nach Brčko in Nordwestbosnien verlegt.
Während der Schlacht von Cer, als die serbische Armee überraschend die österreich-ungarischen Truppen bei Parlog angriff, kämpfte Przyborski in der Nacht vom 15. auf 16. August 1914 zusammen mit seinen Truppen im Schützengraben und wurde dabei verletzt. Am 21. zogen sich die Truppen der 21. k.k. Landwehr-Infanterietruppendivision zurück.
Am 8. September wurde er abgeordnet den Brückenkopf bei Parašnica zu verteidigen.
Seiner 21. k.k. Landwehr-Infanterietruppendivision gelang am 18. November 1914 während der Schlacht an der Kolubara der Flussübergang und die Eroberung von Lazarevac. Anfang 1915 wurde er pensioniert.
Przyborski erhielt den Ritterstand am 24. November 1917 und das Diplom am 8. Juli 1918.

### Nach dem Krieg

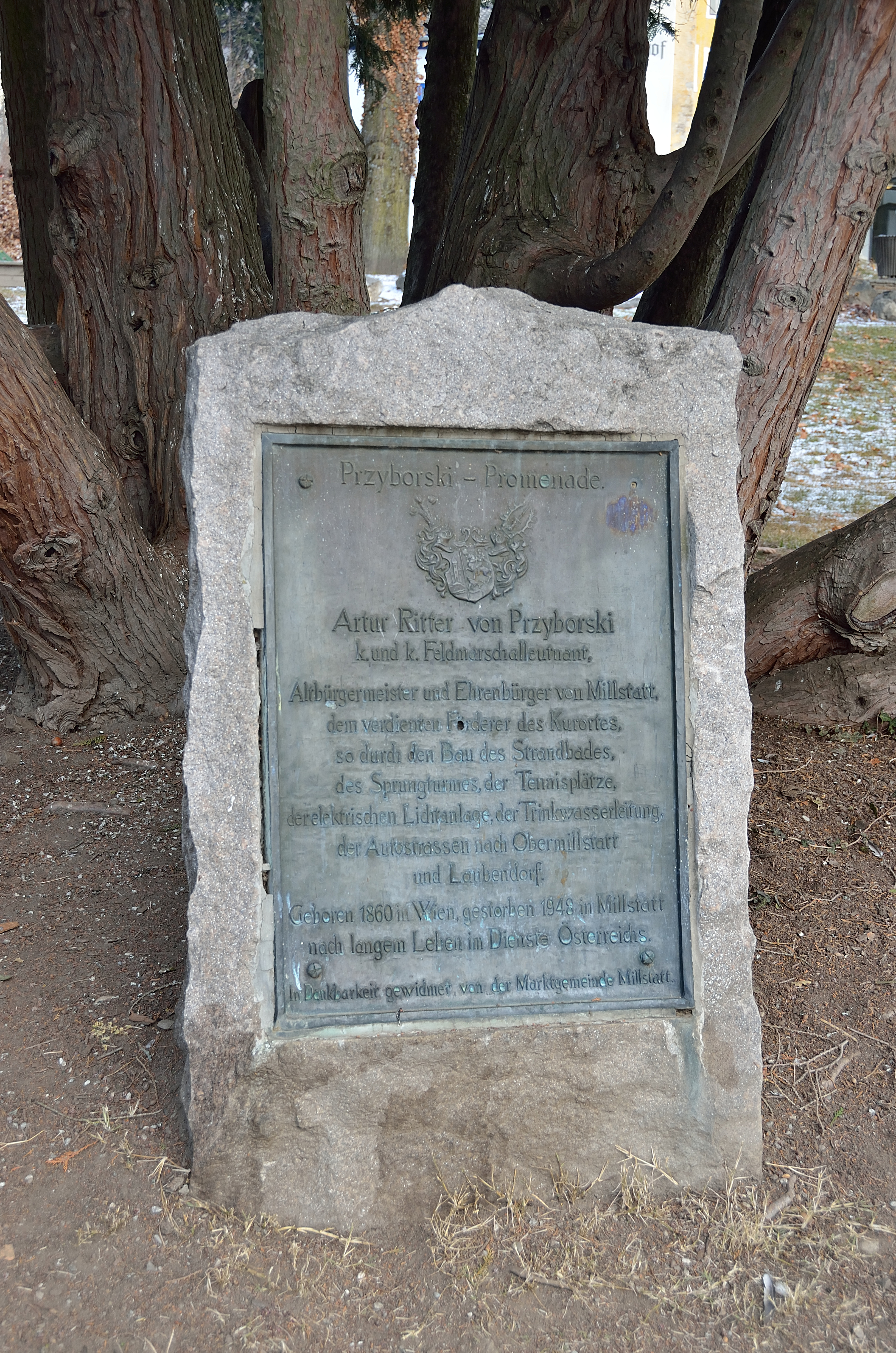
Gedenktafel für Artur Ritter von Przyborski an der Przyborski-Promenade oberhalb des Strandbads in Millstatt.

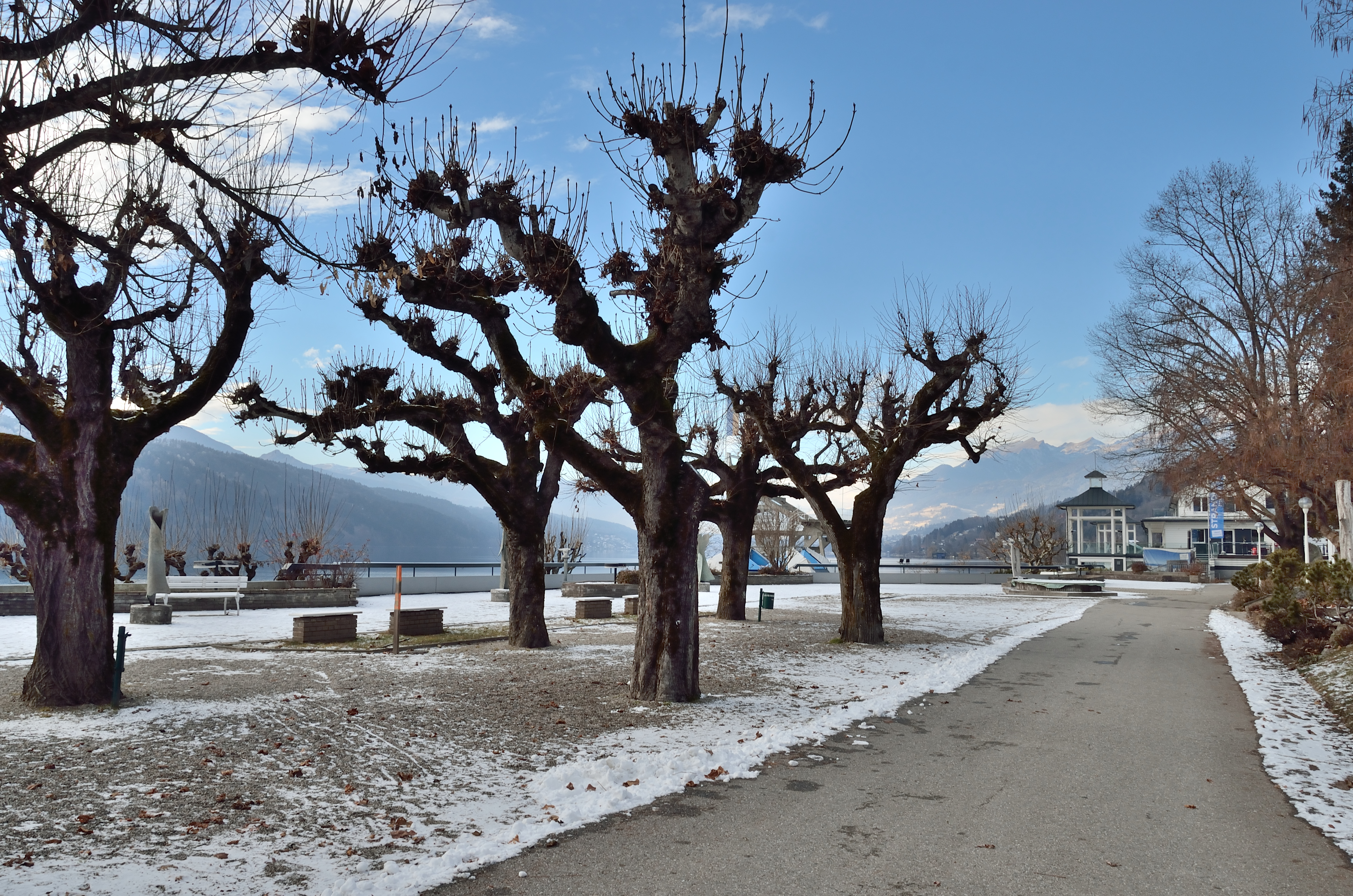
Die Przyborski-Promenade in Millstatt am See

Przyborski wurde Bürgermeister und Ehrenbürger von Millstatt am See und starb dort 1948. Nach ihm wurde die Kurpromenade in der Stadt genannt.